# Giuliano Bollo
Giuliano Bollo (Deiva, 9 settembre 1792 – Deiva, 2 gennaio 1878) è stato un politico italiano.

## Biografia
Fu deputato del Regno di Sardegna nella IV legislatura, eletto il 4 aprile del 1850, in seguito a ballottaggio, nel collegio di Recco in sostituzione del defunto Marco Massone. Presentò inizialmente richieste di congedo e in seguito si dimise dalla carica di deputato l'11 dicembre 1851, adducendo come motivazioni l'impossibilità, a causa degli impegni dell'attività lavorativa, di far fronte agli impegni di rappresentante del collegio. La camera accettò.